# Hexaprotodon
A Hexaprotodon az emlősök (Mammalia) osztályának párosujjú patások (Artiodactyla) rendjébe, ezen belül a vízilófélék (Hippopotamidae) családjába tartozó fosszilis nem.

## Tudnivalók
A Hexaprotodon tudományos név magyar jelentése: „hat metszőfogú”. Ebben a nemben több fajnak is három pár metszőfoga; azaz agyarfoga van.
Ebbe a fosszilis emlősnembe számos ázsiai vízilófaj tartozik, de maradványaikat megtalálták Afrikában és Európában is. A legelső fajok Indiában a miocén kor második felében jelentek meg, körülbelül 9 millió évvel ezelőtt; míg a legkésőbb élő fajok, csak 16 467–15 660 éve haltak ki; ezek az utolsó fajok Délkelet-Ázsiában éltek.

## Rendszerezés
A nembe körülbelül 14-19 faj tartozik:
- Hexaprotodon bruneti Boisserie & White, 2004
- Hexaprotodon crusafonti Aguirre, 1963
- Hexaprotodon hipponensis (Gaudry, 1867)
- Hexaprotodon imagunculus (Hopwood, 1926)
- Hexaprotodon iravticus Falconer & Cautley, 1847
- Hexaprotodon karumensis Coryndon, 1977
- Hexaprotodon mingoz Boisserie et al., 2003 - manapság Saotherium mingozként ismert
- Hexaprotodon namadicus Falconer & Cautley, 1847 - talán azonos a H. palaeindicus´-szal
- Hexaprotodon palaeindicus Falconer & Cautley, 1847
- Hexaprotodon pantanellii (Joleaud, 1920)
- Hexaprotodon primaevus Crusafont et al., 1964
- Hexaprotodon protamphibius (Arambourg, 1944)
- Hexaprotodon siculus (Hooijer, 1946)
- Hexaprotodon sinhaleyus (Deraniyagala)
- Hexaprotodon sivajavanicus (Hooijer, 1950)
- Hexaprotodon sivalensis Falconer & Cautley, 1836
- Hexaprotodon sp. - mianmari víziló

A fenti fosszilis fajok mellett, egyes rendszerezők a Choeropsis-fajokat is ebbe a nembe sorolják; ha ez így van, akkor ez a kihaltnak vélt emlősnem a törpe vízilovon (Choeropsis liberiensis) keresztül még mindig él.

## Források

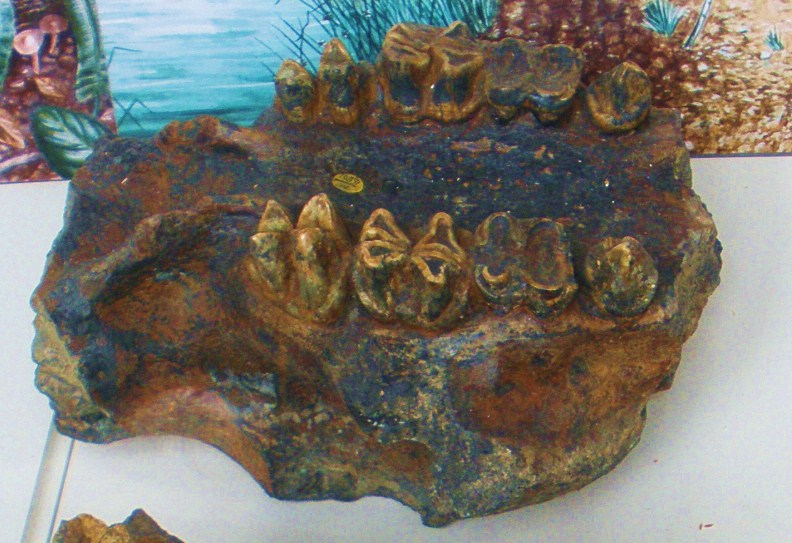
A Hexaprotodon imagunculus megkövesedett fogazatának egy része a londoni Természettudományi Múzeumban

### Fordítás
- Ez a szócikk részben vagy egészben  a   Hexaprotodon című angol Wikipédia-szócikk ezen változatának fordításán alapul.  Az eredeti cikk szerkesztőit annak laptörténete sorolja fel. Ez a jelzés csupán a megfogalmazás eredetét és a szerzői jogokat jelzi, nem szolgál a cikkben szereplő információk forrásmegjelöléseként.